# Donat (biskup Arezzo)
Donat, biskup Arezzo (zm. ok. 362) – biskup Arezzo, towarzysz cesarza Juliana Apostaty (zm. 363), rzekomy męczennik, święty Kościoła katolickiego.
Według Passio (z V lub VI w.) był towarzyszem Juliana Apostaty, który później miał skazać go na śmierć. Sakrament święceń diakonatu i kapłaństwa Donat miał otrzymać z rąk ówczesnego biskupa Arezzo Satyra, którego później został następcą. Natomiast Martyrologium Hieronimiańskie (łac. Martyrologium Hieronymianum) podaje, że Donat był wyznawcą, a nie męczennikiem, co znajduje potwierdzenie w danych dotyczących okresu panowania cesarza, w którym to nie zanotowano krwawych ofiar.
Nie należy mylić biskupa z Arezzo ze św. Donatem, biskupem z Euroei (dzis. Hauwarin w zach. Syrii), zm. po 388, czy też bliżej niezidentyfikowanym męczennikiem z rzymskich katakumb.
Jego wspomnienie liturgiczne obchodzone jest 7 sierpnia.
Był czczony, jako orędownik w czasie burz z piorunami.